# Novokračine
Novokračine so obcestno-gručasto naselje v Občini Ilirska Bistrica na skrajnem jugovzhodnem delu Brkinov. Leta 2020 so imele 189 prebivalcev. 
Naselje se deli na Seravec, Pomočinek, Bezovljak in Korto. V naselju se nahaja cerkev sv. Jožefa, ki upravno spada v župnijo Jelšane. Po naselju je poimenovan tudi mejni prehod za obmejni promet.

## Lega
Naselje je od občinskega središča, Ilirske Bistrice, oddaljeno približno 15 km. Naselje se nahaja med flišnimi vzeptinami Goljakom (577 mnv), Kaličem (666 mnv) in Kičebrom (582 mnv). Vzhodni del leži na laporovo-peščenjakovih plasteh, zahodni del pa na apnenčastih plasteh. Preko flišnega hriba Šušnjak (634 mnv) je cestna povezava z Jelšanami, naprej po dolini pa teče cesta proti Rupi (Hrvaška).

## Kmetijstvo
Na dnu doline se nahajajo njive (Dolge njive, Podjavorje, Široke njive, Podklančič in Ropača), okoliška pobočja porašča listnati gozd. Hiše so zgrajene na prisojnih pobočjih, ki so bila v kmetijske namene terasirana. Te danes večinoma propadajo zaradi odstranjevanja podpornega kamenja. Vinogradništvo je v vasi zamrlo v 19. stoletju s prihodom vinske kuge.

## Vojna grobišča
V okolici so znana 4 množična in neoznačena grobišča s konca druge svetovne vojne. V njih se nahajajo ostanki vojakov nemškega 97. korpusa, ki so padli v bojih v začetku maja 1945. Zahodno od Novokračin se nahaja grobišče Šušnjak (tudi Šunčak), v katerem je pokopanih do 13 vojakov. Južno od vasi je kompleks dveh grobišč Kupnica s 70 in 12 pokopanimi. Nadaljnje štiri lokacije so pod vrhom Sv. Katarine, vendar točno število pokopanih oseb ni znano. Na zahodnem pobočju tega hriba leži še en posamičen vojaški grob (Grob desetega križa).